# NHL Expansion Draft 1974
L'NHL Expansion Draft 1974 si è tenuto il 12 giugno 1974 presso gli uffici della National Hockey League di Montréal. Il draft ebbe luogo per permettere di completare i roster delle due nuove franchigie iscritte in NHL a partire dalla stagione 1972-73: gli Kansas City Scouts ed i Washington Capitals.

## Amateur Draft
L'NHL Amateur Draft 1974, il 12º draft della National Hockey League, si svolse fra il 28 ed il 30 maggio 1974 presso gli uffici della National Hockey League di Montréal. I Washington Capitals selezionarono il difensore Greg Joly dai Regina Pats, i Kansas City Scouts invece come seconda scelta puntarono sull'ala destra Wilf Paiement, proveniente dai St. Catharines Black Hawks, mentre i California Golden Seals scelsero in terza posizione il difensore Rick Hampton, anch'egli dei St. Catharines Black Hawks.

## Regole
A differenza delle precedenti edizioni dell'Expansion Draft ciascuna squadra doveva selezionare dalle altre sedici franchigie della NHL 24 giocatori: due portieri e ventidue fra attaccanti e difensori. Al termine del Draft i giocatori scelti furono 48. Al momento dell'estrazione i Kansas City Scouts conquistarono il diritto di selezionare i giocatori per primi.

## Expansion Draft

### Kansas City Scouts
| Scelta # | Giocatore        | Posizione    | Selezionato dai         |
| -------- | ---------------- | ------------ | ----------------------- |
| 1        | Michel Plasse    | Portiere     | Montreal Canadiens      |
| 3        | Peter McDuffe    | Portiere     | New York Rangers        |
| 5        | Simon Nolet      | Ala destra   | Philadelphia Flyers     |
| 7        | Butch Deadmarsh  | Ala sinistra | Atlanta Flames          |
| 9        | Brent Hughes     | Difensore    | Detroit Red Wings       |
| 11       | Paul Terbenche   | Ala sinistra | Buffalo Sabres          |
| 13       | Gary Coalter     | Centro       | California Golden Seals |
| 15       | Gary Croteau     | Ala sinistra | California Golden Seals |
| 17       | Randy Rota       | Ala sinistra | Los Angeles Kings       |
| 19       | Lynn Powis       | Centro       | Chicago Blackhawks      |
| 21       | John Wright      | Centro       | St. Louis Blues         |
| 23       | Ted Snell        | Ala destra   | Pittsburgh Penguins     |
| 25       | Chris Evans      | Difensore    | Detroit Red Wings       |
| 27       | Bryan Lefley     | Difensore    | New York Islanders      |
| 29       | Robin Burns      | Ala sinistra | Pittsburgh Penguins     |
| 31       | Tom Peluso       | Ala destra   | Chicago Blackhawks      |
| 33       | Kerry Ketter     | Difensore    | Atlanta Flames          |
| 35       | Norm Dubé        | Ala sinistra | Los Angeles Kings       |
| 37       | Réal Lemieux     | Ala destra   | Vancouver Canucks       |
| 39       | Dave Hudson      | Centro       | New York Islanders      |
| 41       | Ken Murray       | Centro       | Detroit Red Wings       |
| 43       | Dennis Patterson | Difensore    | Minnesota North Stars   |
| 45       | Ed Gilbert       | Centro       | Montreal Canadiens      |
| 47       | Doug Horbul      | Ala sinistra | New York Rangers        |

### Washington Capitals
| Scelta # | Giocatore        | Posizione    | Selezionato dai         |
| -------- | ---------------- | ------------ | ----------------------- |
| 2        | Ron Low          | Portiere     | Toronto Maple Leafs     |
| 4        | Michel Belhumeur | Portiere     | Philadelphia Flyers     |
| 6        | Dave Kryskow     | Attaccante   | Chicago Blackhawks      |
| 8        | Yvon Labre       | Difensore    | Pittsburgh Penguins     |
| 10       | Pete Laframboise | Ala sinistra | California Golden Seals |
| 12       | Bob Gryp         | Attaccante   | Boston Bruins           |
| 14       | Gord Smith       | Difensore    | Los Angeles Kings       |
| 16       | Steve Atkinson   | Ala destra   | Buffalo Sabres          |
| 18       | Bruce Cowick     | Attaccante   | Philadelphia Flyers     |
| 20       | Denis Dupéré     | Ala sinistra | Toronto Maple Leafs     |
| 22       | Joe Lundrigan    | Difensore    | Toronto Maple Leafs     |
| 24       | Randy Wyrozub    | Centro       | Buffalo Sabres          |
| 26       | Mike Bloom       | Centro       | Boston Bruins           |
| 28       | Gord Brooks      | Ala destra   | St. Louis Blues         |
| 30       | Bob Collyard     | Centro       | St. Louis Blues         |
| 32       | Bill Mikkelson   | Difensore    | New York Islanders      |
| 34       | Ron Anderson     | Ala destra   | Boston Bruins           |
| 36       | Mike Lampman     | Ala sinistra | Vancouver Canucks       |
| 38       | Lew Morrison     | Ala destra   | Atlanta Flames          |
| 40       | Steve West       | Centro       | Minnesota North Stars   |
| 42       | Larry Bolonchuk  | Difensore    | Vancouver Canucks       |
| 44       | Murray Anderson  | Difensore    | Minnesota North Stars   |
| 46       | Larry Fullan     | Ala sinistra | Montreal Canadiens      |
| 48       | Jack Egers       | Ala destra   | New York Rangers        |